# Aldo Capitanio
Aldo Capitanio (Camisano Vicentino, Vicenza, Italia, 28 de mayo de 1952 - ibíd., 19 de septiembre de 2001) fue un dibujante de historietas e ilustrador italiano.

## Biografía
Debutó con 18 años de edad, en 1970, realizando ilustraciones para la revista Il Santo dei Miracoli. En 1972 dibujó "Nel giorno delle nozze", un cuento de Gianni Bono publicado por la revista Eureka. El año siguiente empezó a colaborar con Il Giornalino dibujando, entre otro, una versión en historieta de las novelas de aventuras de Emilio Salgari El Corsario Negro y La reina de los caribes, con textos de Renata Gelardini (1977).
En 1980 entró a formar parte del equipo de dibujantes de Storie a fumetti, un proyecto de divulgación histórica de Mondadori ideado por el periodista Enzo Biagi. En 1989 pasó a colaborar con la editorial Bonelli, dibujando tres historias del cómic policíaco Nick Raider, con textos de Claudio Nizzi y Michele Medda. Además ilustró tres episodios de la historieta más popular de la Bonelli, el wéstern Tex, con guiones de Claudio Nizzi y Mauro Boselli.
En 1995 dibujó el episodio "Avventura sul San Lorenzo" de la historieta Blek el gigante, en ocasión de los cuarenta años del personaje. El mismo año realizó ilustraciones de la Vicenza romana y medieval para la revista Storia Vicentina de Scripta Edizioni. En 1997 trabajó para la serie La Storia dell'Uomo de la editorial De Agostini. Murió en 2001 con sólo 49 años.

## Premios
- Premio ANAFI (Associazione Nazionale Amici del Fumetto e dell'Illustrazione) 1996 como mejor dibujante.[7]
- Premio INCA (Italian Internet Comics Award) edición Winter 2002, en la categoría Mejor Dibujo por Matador! - La Collera dei Montoya, Tex n. 488-489.[8]